# Dassault Super-Étendard
Super-Étendard, är ett franskt stridsflygplan för användning ombord på hangarfartyg. Det utvecklades av Dassault som uppföljare till Étendard IV och tillverkades i 85 exemplar för det franska och argentinska marinflyget.

## Utveckling
I slutet av sextiotalet inledde den franska marinen en studie för att välja en efterföljare till Étendard IV och Vought F-8 Crusader. Valet föll 1969 på Jaguar-M, en sjöanpassad version av SEPECAT Jaguar, men man bytte 1973 inriktning. Inköp av de amerikanska A-4 Skyhawk och Vought A-7 Corsair II övervägdes, men den franska staten valde till sist det av Dassault framlagda konceptet Super Étendard.
Super Étendard var i grund och botten en Étendard IV med den nya motorn Atar 8K50 och ny avionik. Dit hörde den nya radarn Agave, vilket nödvändiggjorde en modifierad nos och nykonstruerade vingar. Två prototyper byggda på Étendard IVM realiserades, och de nya vingarna testades på ett tredje IVM.
Den första prototypen gjorde sin första flygning den 28 oktober 1974. Den andra, avsedd att testa vapensystemen, flög den 28 mars året därpå. Efter att det tredje planet bevisat de nya vingarnas flygduglighet installerades dessa på de två andra planen och det tredje återställdes för att lämnas tillbaka till flottan. Utvecklingsarbetet löpte parallellt med utvecklingen av sjömålsroboten AM.39 Exocet som skulle bäras av Super Étendard.
Det första serietillverkade planet flög sin första flygning den 25 november 1977 och överlämnades till den franska marinen den 28 juni 1978. Flottilj 11F trädde i operation i februari 1979. I juli samma år fick Dassault en order från Argentina om 14 Super-Étendard. Fem plan hade nått Argentina när Falklandskriget utbröt, varvid de nio återstående blev uppskjutna på grund av embargon.
För att förlänga planens livslängd infördes 1986 programmet Super Etendard Modernisé (SEM): Cockpit och de elektroniska systemen moderniserades och radarn byttes ut mot den nya modellen Anémone. Det första SEM-exemplaret levererades i slutet av 1993, och det sista 1998.
1997 levererades det första planet enligt SEM Standard 3, som var förberett för laserstyrningskapseln ATLIS. I Standard 4 fick Super Étendard också möjlighet att utföra spaningsuppdrag med hjälp av kapseln CRM 280 och ett bättre system för robotvarning, för att därvid kunna ersätta Étendard IV P.
Med start 2006 ska Standard V införas, med stöd för den nattflygsanpassade kapseln Damoclès från Thales. I programmet ingår också uppdaterade kommunikations- och varningssystem och en ny autopilot.

## Tjänstgöring
Super-Étendard fick sitt elddop under Falklandskriget 1982. I argentinsk tjänst sänkte planet två brittiska fartyg med Exocet-robotar: Jagaren HMS Sheffield och trängfartyget Atlantic Conveyor.
Franska Super-Étendard har medverkat i strid flera gånger. Det har fått stå för flygunderstöd åt FN-styrkor i Libanon och Bosnien-Herzegovina och deltagit i Kosovokriget 1999 och kriget i Afghanistan 2001. Sedan 2001 flyger Super Étendard från  hangarfartyget Charles-de-Gaulle ofta spaningsuppdrag över Afghanistan.
Mellan 1983 och 1985 hyrdes fem franska flygplan ut till Irak. Irak hade köpt Exocetrobotar men hade ännu inte fått några Mirage F1-plan och saknade därmed en plattform att avfyra dem ifrån. Ett Super Étendard ska ha gått förlorat i irakisk tjänst.